# Alí Chumacero

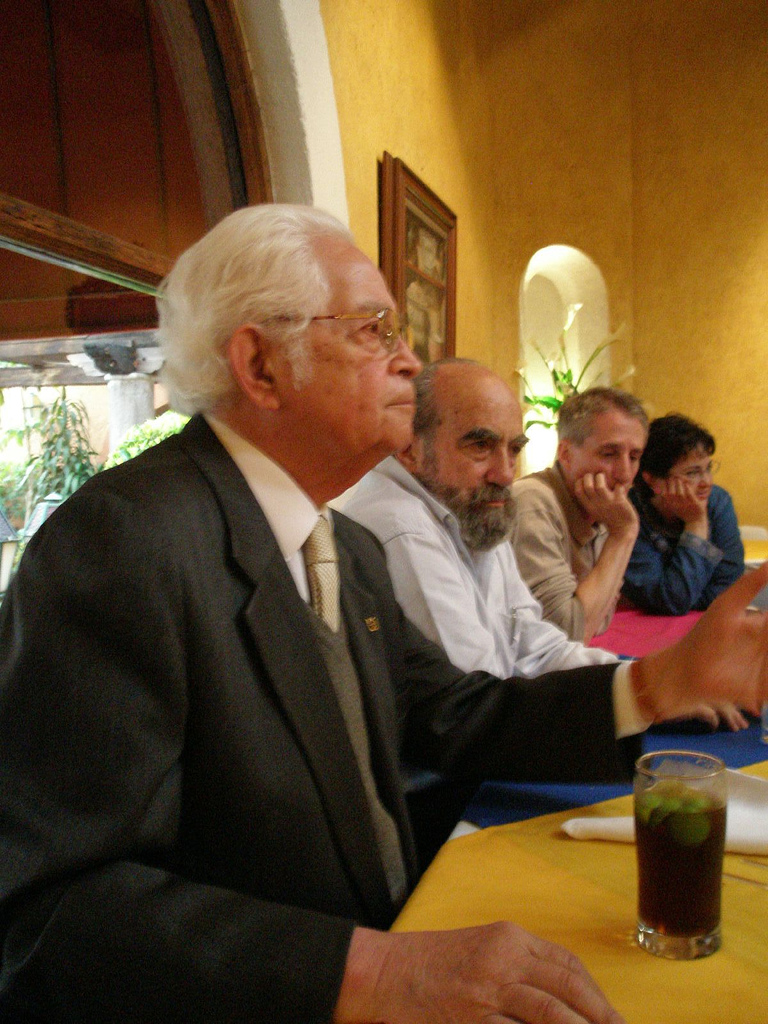

Alí Chumacero Lora (9 de julho de 1918 - 22 de outubro de 2010) foi um poeta mexicano.